# Elfe (film)
Pour les articles homonymes, voir Elf, Elfe (homonymie) et Le Lutin.
Pour plus de détails, voir Fiche technique et Distribution.
Elfe (Elf), ou Le Lutin au Québec, est un film américain réalisé par Jon Favreau, sorti en 2003.
Le film débute le jour du Réveillon de Noël, où un bébé est abandonné par ses parents. Il est trouvé par le Père Noël, qui l'emmène avec lui. Les elfes le prénomment Buddy et il est adopté par Papa Elf. En grandissant, Buddy devient très très grand. Sa corpulence finit par poser problème aux lutins. Un jour, son père elfe adoptif (Papa Elfe) lui révèle la vérité sur ses vrais parents : il est le fils de Walter Hobbs et Susan Wells, cette dernière étant décédée. Buddy part alors à la recherche de son père biologique, à New York.

## Synopsis
La veille de Noël, un bébé entre dans le sac du Père Noël dans un orphelinat et est ramené sans le savoir au pôle Nord. Les elfes nomment le nourrisson Buddy d'après l'étiquette de la marque de sa couche, il se fait adopter par un elfe que Buddy appelle "Papa Elf". En grandissant, Buddy croit qu'il est un elfe, pour découvrir à l'âge adulte qu'il est en fait un humain. Papa Elf révèle à Buddy que ses parents biologiques sont Walter Hobbs et Susan Wells, sa mère l'ayant mis en adoption avant de mourir. Walter travaille maintenant comme éditeur de livres pour enfants à l'Empire State Building à New York, inconscient de l'existence de Buddy. Le Père Noël lui révèle que son père est dans la liste des personnes méchantes à cause de son égoïsme. 
Buddy se rend à New York et trouve Walter sur son lieu de travail, convaincu qu’il va l’aimer, mais Walter prend Buddy pour un messager de Noël et le fait éjecter. Buddy visite un grand magasin Gimbels et rencontre Jovie, un employé désabusé. En entendant que le Père Noël visitera le magasin le lendemain, Buddy redécore le magasin pendant la nuit. Cependant, après avoir réalisé que le Père Noël Gimbels est simplement un homme en costume, Buddy l'expose à la clientèle et provoque une bagarre jusqu’à ce que le directeur l’interrompe.
Walter libère à contrecœur Buddy de prison et l'emmène pour un test ADN, ce qui confirme que Buddy est son fils. Le médecin convainc Walter de ramener Buddy à la maison pour rencontrer sa belle-mère Emily et son demi-frère Michael. Walter et Michael sont énervés par le comportement de Buddy, mais Emily insiste pour qu'ils prennent soin de lui car elle pense que son comportement est dû à cette rencontre. Michael se rapproche de Buddy après qu’il aie aidé à vaincre un gang d'intimidateurs dans un combat de boules de neige, Michael lui rend la pareille en aidant Buddy à arranger un rendez-vous avec Jovie.
Pendant ce temps, l'entreprise de Walter est en difficulté après l'échec de son dernier livre. Le patron de Walter, Fulton Greenway, s'attend à ce qu'il ait un nouveau livre prêt d'ici la veille de Noël. Walter et son équipe obtiennent une réunion avec le nain écrivain à succès Miles Finch, mais Buddy interrompt la réunion et insulte involontairement Finch, pensant qu'il est un elfe à cause de son nanisme. Finch réagit violemment et quitte la réunion, ce qui incite un Walter furieux à s'en prendre à Buddy. Le cœur brisé, Buddy écrit des excuses sur un Écran magique et quitte l'appartement de Walter.
Les associés de Walter trouvent le cahier abandonné de Finch et ils se bousculent pour créer un storyboard. Juste au moment où Walter présente le récit à Greenway, Michael arrive avec la nouvelle du départ de Buddy. Réalisant son erreur, Walter quitte son emploi et part à la recherche de Buddy. Pendant ce temps, Buddy voit le traîneau du Père Noël s'écraser à Central Park, attirant une grande foule. Le Père Noël explique que le traîneau a perdu son moteur, ce qui est essentiel pour le vol en raison d'une pénurie d'esprit de Noël.
Buddy trouve le moteur et retrouve Walter et Michael. Après leur avoir présenté Père Noël et avoir prouvé qu’il existe, Michael prend la liste du Père Noël et la lit devant les caméras de télévision rassemblées à l'extérieur du parc. Buddy essaie de remettre le moteur alors que les Rangers de Central Park poursuivent le traîneau. Jovie dirige la foule et ceux qui regardent à la télévision dans une interprétation de "Le Père Noël arrive en ville", générant suffisamment d'esprit de Noël pour alimenter le traîneau sans le moteur.
À Noël suivant, Buddy et Walter ont créé leur propre maison d'édition, leur premier best-seller étant un livre pour enfants basé sur les aventures de Buddy. Buddy a également épousé Jovie et amène leur petite fille, Susie, rendre visite à Papa Elf.

## Fiche technique
Sauf indication contraire, les informations mentionnées dans cette section peuvent être confirmées par les bases de données cinématographiques  présentes dans la section « Liens externes ».
- Titre français : Elfe
- Titre québécois : Le Lutin
- Titre original : Elf
- Réalisation : Jon Favreau
- Scénario : David Berenbaum (it)
- Musique : John Debney
- Photographie : Greg Gardiner (en)
- Montage : Dan Lebental
- Décors : Rusty Smith
- Costumes : Laura Jean Shannon
- Production : Jon Berg, Todd Komarnicki et Shauna Robertson
- Société de production : New Line Cinema
- Budget : 33 millions de dollars
- Pays de production :  États-Unis
- Langue originale : anglais
- Format : couleurs - 1,85:1 - 35 mm - DTS / Dolby Digital / SDDS
- Genre : comédie fantastique
- Durée : 97 minutes
- Dates de sortie :
  - États-Unis : 9 octobre 2003 (Austin Film Festival) ; 7 novembre 2003 (sortie nationale)
  - Canada : 7 novembre 2003
  - France : 3 décembre 2003
  - Belgique : 24 décembre 2003

## Distribution
Sauf indication contraire, les informations mentionnées dans cette section peuvent être confirmées par les bases de données cinématographiques  présentes dans la section « Liens externes ».

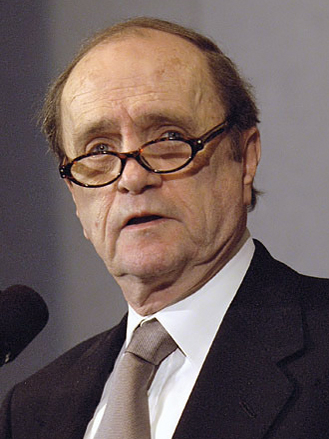
Bob Newhart incarne Papa Elf

- Will Ferrell (VF : Bernard Alane, VQ : François Godin) : Buddy
- James Caan (VF : Bernard Tiphaine, VQ : Jean-Marie Moncelet) : Walter
- Bob Newhart (VF : Roger Carel, VQ : Hubert Fielden) : Papa Elf
- Edward Asner (VF : William Sabatier, VQ : Claude Préfontaine) : Santa
- Mary Steenburgen (VF : Anne Jolivet, VQ : Élizabeth Lesieur) : Emily
- Zooey Deschanel (VF : Marie-Eugénie Maréchal, VQ : Julie Burroughs) : Jovie
- Daniel Tay (en) (VQ : Laurent-Christophe De Ruelle) : Michael
- Peter Dinklage (VF : François Siener, VQ : Gilbert Lachance) : Miles Finch
- Amy Sedaris : Deb
- Michael Lerner (VF : Henri Poirier ; VQ : Aubert Pallascio)  : Fulton
- Kyle Gass (VF : Patrice Dozier)  : Eugene Dupres
- Andy Richter : Morris
- Jon Favreau (VF : Daniel Lafourcade ; VQ : Sylvain Hétu) : le docteur / voix additionnelles d'animaux
- Faizon Love (VQ : Stéphane Rivard) : Le patron de Gimbel
- Artie Lange (VF : Benoît Allemane ; VQ : Denis Roy)  : le père Noël de chez Gimbel
- Leon Redbone : le bonhomme de neige (voix)
- Ray Harryhausen : l'ourson polaire (voix)
- Dal McKennon : Jack-in-the-box (archives audio)

## Accueil

### Box-office
| Pays                          | Box-office      | Nbre de sem. | Classement TLT | Date            |
| Box-office Mondial            | 220 443 451 $   | -            | 265e           | 13 juin 2004    |
| Box-office États-Unis/ Canada | 173 398 518 $   | 17 semaines  | 108e           | 7 mars 2004     |
| Box-office France             | 147 476 entrées | 6 semaines   | -              | Total           |
| Box-office Paris              | 21 906 entrées  | 6 semaines   | -              | 14 janvier 2004 |
| Box-office Belgique           | 13 502 entrées  | -            | -              | Total           |
| Box-office Suisse             | Non sortie      | -            | -              | -               |

## Distinctions
Sauf indication contraire, les informations mentionnées dans cette section peuvent être confirmées par les bases de données cinématographiques  présentes dans la section « Liens externes ».

### Récompenses et classements
- ASCAP Award 2004 : Top Box Office Films pour John Debney
- Golden Trailer Awards 2004 : meilleure comédie

### Nominations
- Kids' Choice Awards 2004 : Blimp Award Favorite Movie
- MTV Movie Awards 2004 : meilleure performance dans une comédie pour Will Ferrell
- Golden Satellite Awards 2005 : meilleur DVD pour la jeunesse
- Teen Choice Awards 2004 :
  - Meilleure comédie
  - Meilleur acteur pour Will Ferrell

## Adaptation en jeu vidéo
Elfe a été adapté sous la forme d'un jeu vidéo d'action sur Game Boy Advance. Le jeu a été développé par HumanSoft et édité par Crave Entertainment. Il est sorti en novembre 2004.